# Grand Prix Formule 1 van de Verenigde Staten 1965
De Grand Prix Formule 1 van de Verenigde Staten 1965 werd gehouden op 3 oktober op het Watkins Glen International circuit in Watkins Glen (New York). Het was de negende race van het seizoen. 

## Uitslag
| Pos. | Nr. | Coureur         | Constructeur   | Rondes | Tijd / Oorzaak uitval | Grid | Punten |
| ---- | --- | --------------- | -------------- | ------ | --------------------- | ---- | ------ |
| 1    | 3   | Graham Hill     | BRM            | 110    | 2:20:36.1             | 1    | 9      |
| 2    | 8   | Dan Gurney      | Brabham-Climax | 110    | +12,5 s               | 8    | 6      |
| 3    | 7   | Jack Brabham    | Brabham-Climax | 110    | +57,5 s               | 7    | 4      |
| 4    | 2   | Lorenzo Bandini | Ferrari        | 109    | +1 Ronde              | 5    | 3      |
| 5    | 14  | Pedro Rodriguez | Ferrari        | 109    | +1 Ronde              | 15   | 2      |
| 6    | 10  | Jochen Rindt    | Cooper-Climax  | 108    | +2 Rondes             | 13   | 1      |
| 7    | 11  | Richie Ginther  | Honda          | 108    | +2 Rondes             | 3    |        |
| 8    | 15  | Jo Bonnier      | Brabham-Climax | 107    | +3 Rondes             | 10   |        |
| 9    | 24  | Bob Bondurant   | Ferrari        | 106    | +4 Rondes             | 14   |        |
| 10   | 21  | Richard Attwood | Lotus-BRM      | 101    | +9 Rondes             | 16   |        |
| 11   | 16  | Jo Siffert      | Brabham-BRM    | 99     | +11 Rondes            | 11   |        |
| 12   | 18  | Moises Solana   | Lotus-Climax   | 95     | +15 Rondes            | 17   |        |
| 13   | 12  | Ronnie Bucknum  | Honda          | 92     | +18 Rondes            | 12   |        |
| NF   | 4   | Jackie Stewart  | BRM            | 12     | Ophanging             | 6    |        |
| NF   | 5   | Jim Clark       | Lotus-Climax   | 11     | Motor                 | 9    |        |
| NF   | 9   | Bruce McLaren   | Cooper-Climax  | 11     | Oliedruk              | 2    |        |
| NF   | 6   | Mike Spence     | Lotus-Climax   | 9      | Motor                 | 4    |        |
| NF   | 22  | Innes Ireland   | Lotus-BRM      | 9      | Onwel                 | 18   |        |

## Statistieken
| Pole-position | Graham Hill | BRM | 1:11.25 |
| Snelste ronde | Graham Hill | BRM | 1:11.9  |

## Noot
- Dit was het debuut van de Amerikaanse coureur Bob Bondurant.
- Tiende Grand Prix-winst voor Graham Hill.

Grand Prix Formule 1 van de Verenigde Staten: 1908 · 1910 · 1911 · 1912 · 1914 · 1915 · 1916 · 1959 · 1960 · 1961 · 1962 · 1963 · 1964 · 1965 · 1966 · 1967 · 1968 · 1969 · 1970 · 1971 · 1972 · 1973 · 1974 · 1975 · 1976 · 1977 · 1978 · 1979 · 1980 · 1989 · 1990 · 1991 · 2000 · 2001 · 2002 · 2003 · 2004 · 2005 · 2006 · 2007 · 2012 · 2013 · 2014 · 2015 · 2016 · 2017 · 2018 · 2019 · 2021 · 2022 · 2023 · 2024 · 2025 · 2026

Indianapolis 500: 1950 · 1951 · 1952 · 1953 · 1954 · 1955 · 1956 · 1957 · 1958 · 1959 · 1960

Grand Prix Formule 1 van de Verenigde Staten West: 1976 · 1977 · 1978 · 1979 · 1980 · 1981 · 1982 · 1983

Grand Prix Formule 1 van Las Vegas: 1981 · 1982 · 2023 · 2024 · 2025

Grand Prix Formule 1 van de Verenigde Staten Oost: 1982 · 1983 · 1984 · 1985 · 1986 · 1987 · 1988

Grand Prix Formule 1 van Dallas: 1984

Grand Prix Formule 1 van Miami: 2022 · 2023 · 2024 · 2025 · 2026 · 2027 · 2028 · 2029 · 2030 · 2031